# Aero A.102
Die Aero A.102 war der Prototyp eines einsitzigen Jagdflugzeugs der tschechischen Firma Aero Továrna Letadel Dr. Kabes.

## Entwicklung
Im Jahre 1934 entstand bei Aero ein Prototyp mit der Bezeichnung A.102, angetrieben von einem von Walter in Lizenz gebauten Gnóme-Rhóne-Mistral-Motor. Die Maschine ähnelte sehr der bekannten und erfolgreichen polnischen PZL P.11; wie diese hatte auch die A.102 eine Tragfläche in Möwenflügelform (Puławski-Flügel). Der Eindecker sollte in Serie an die tschechischen Luftstreitkräfte geliefert werden. Letztlich entschied man sich dort jedoch dafür, die Maschine nicht in Dienst zu stellen, und so blieb es bei dem Einzelexemplar.

## Aufbau
Die Aero A.102 war ein einsitziger Schulterdecker mit offenem Cockpit und Tragflächen in Möwenform. Die Tragflächen waren mit N-Stielen gegen den Rumpf abgestrebt. Das Fahrwerk bestand aus einem starren Hauptfahrwerk mit zwei einzeln aufgehängten Rädern, die stromlinienförmig verkleidet waren, sowie einem starren Schleifsporn.

## Technische Daten
| Kenngröße             | Daten                                                               |
| --------------------- | ------------------------------------------------------------------- |
| Besatzung             | ein Pilot                                                           |
| Länge                 | 7,30 m                                                              |
| Spannweite            | 11,05 m (lt. anderer Quelle 11,50 m)                                |
| Flügelfläche          | 18,50 m²                                                            |
| Leermasse             | 1478 kg                                                             |
| Startmasse            | 2036 kg                                                             |
| Höchstgeschwindigkeit | 434 km/h                                                            |
| Marschgeschwindigkeit | 356 km/h                                                            |
| Steigzeit             | 5,8 min auf 5.000 m Höhe                                            |
| Dienstgipfelhöhe      | 3050 m (lt. anderer Quelle 10.000 m)                                |
| Reichweite            | 670 km                                                              |
| Triebwerk             | ein Sternmotor Gnome-Rhóne Mistral Major 14 Kfs mit 671 kW (900 PS) |
| geplante Bewaffnung   | 4 × 7,92-mm-MGs ČZ vz. 30                                           |